# Heinz Müller (Politiker, 1920)

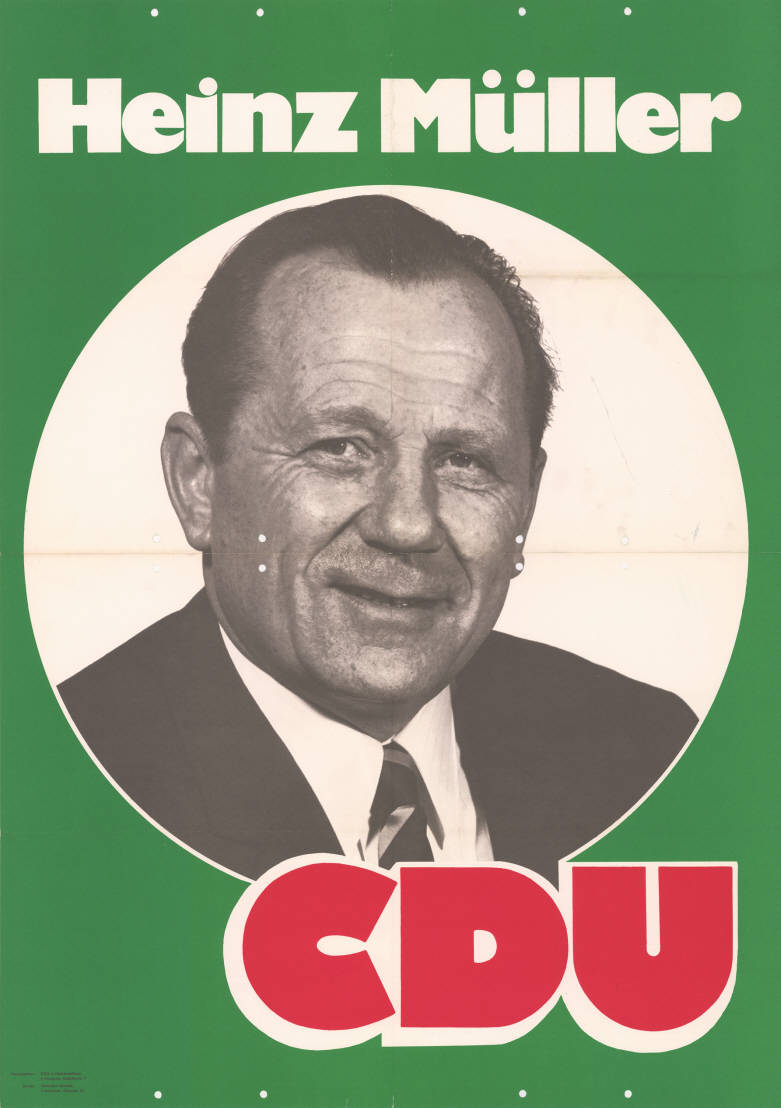
Kandidatenplakat zur Landtagswahl in Niedersachsen 1970

Heinz Müller (* 12. Januar 1920 in Köln; † 30. Mai 1983 in Göttingen) war ein deutscher Politiker (FDP, CDU).

## Leben und Beruf
Nach dem Volksschulabschluss und dem Besuch des Realgymnasiums in Köln absolvierte Müller zunächst eine Ausbildung zum Versicherungsfachmann. Anschließend trat er in die Wehrmacht ein und wurde Berufsoffizier. Er nahm von 1939 bis 1945 als Soldat am Zweiten Weltkrieg teil und wurde bei den Feldzügen in Polen, Norwegen, auf dem Balkan, in Russland und Rumänien eingesetzt. Während des Krieges erlitt er mehrere Verwundungen.
Nach dem Kriegsende arbeitete Müller zunächst als Mühlenhilfsarbeiter und Lastkraftwagenfahrer. Er war später als Angestellter in einem Betrieb tätig und wurde Geschäftsführer eines Wirtschaftsverbandes. Seit 1963 war er als Prokurist in der Bauindustrie beschäftigt. Darüber hinaus war er seit 1955 Mitglied des NDR-Rundfunkrates und seit 1958 Vorsitzender des Programmbeirates für das Deutsche Fernsehen.

## Politik
Müller trat 1946 in die FDP ein und war Mitglied im Bundesvorstand der Liberalen. Am 20. März 1958 wechselte er zur CDU über. Er war seit 1970 Vorsitzender des CDU-Bezirksverbandes Hildesheim und wurde später zum stellvertretenden Vorsitzenden des CDU-Landesverbandes Hannover gewählt. Müller gehörte von 1951 bis 1982 dem Niedersächsischen Landtag an. Er war 1952/53 zunächst stellvertretender Vorsitzender und 1956/57 dann Vorsitzender der FDP-Fraktion. Vom 28. September 1957 bis zum 6. März 1958 übernahm er die Leitung der gemeinsamen Fraktion aus FDP und GB/BHE. Von 1970 bis 1974 war er zunächst Vizepräsident und von Juni 1974 bis Juni 1982 dann Präsident des Landtages.
Müller amtierte von 1952 bis 1954 als Landrat des Kreises Osterode.